# توماس رومان
توماس رومان (بالدنماركية: Thomas Kromann)‏ مواليد 1 يونيو 1987 في الدنمارك، هو لاعب كرة مضرب دانمركي ويحتل حالياً المرتبة none في تصنيف رابطة محترفي كرة المضرب. أعلى تصنيف له في الفردي كان المركز الـ 855 في سنة 2009. أعلى تصنيف له في الزوجي كان المركز الـ 501 في سنة 2009.

## النهائيات

### الفوز (2)
| الرقم | التاريخ       | الدورة             | الأرضية | الشريك              | المنافس في النهائي          | النتيجة        |
| 1.    | 10 مايو 2009  | ساندانسكي، بلغاريا | ترابية  | جون ميلمان          | فالنتين ديموف تودور إنف     | 3–6 6–1 [10–5] |
| 2.    | 02 أغسطس 2009 | يورمالا، لاتفيا    | ترابية  | تريستان فارون-ماهون | آرثر كازيجفس ميكليس ليبيتيس | 6–4 6–2        |

## روابط خارجية
- توماس رومان على موقع رابطة محترفي التنس (الإنجليزية)
- توماس رومان على موقع الاتحاد الدولي لكرة المضرب (الإنجليزية)
- توماس رومان على موقع كأس ديفيز (الإنجليزية)
- توماس رومان على موقع خلاصة التنس.كوم (الإنجليزية)